# Granatwerfer 36
Le Leichte Granatwerfer 36 ou leGrW 36 est un mortier léger de calibre 50 mm utilisé par l'Armée allemande durant la Seconde Guerre mondiale.
Conçu par la firme Rheinmetall-Borsig AG, le mortier léger comporte deux poignées pour être maintenu au sol, les servants étant couchés. Sa conception le rapproche davantage des minenwerfer ou mortiers de la Première Guerre mondiale, tels les modèles 1916 ou 1918, que des modernes mortiers à bipied et tube simple. Sa complexité de fabrication et d'utilisation, ses faiblesses en portée et puissance font qu'il ne sera plus utilisé en première ligne au milieu de la guerre et relégué à des emplois statiques. Il fut remplacé dans son rôle d'appui-feu par les grenades à fusil au niveau de la section, par le kurzer Granatwerfer 42, version raccourci du Granatwerfer 34, au niveau du bataillon. Le leGrW 36 ne fut pas monté sur véhicule, et n'utilisa que des obus explosifs. La mise à feu n'est pas opérée par percussion par gravité comme pour les mortiers plus lourds, mais manuellement en appuyant sur une détente située sur la plaque de base. L'engin pouvait être manipulé par un seul homme.

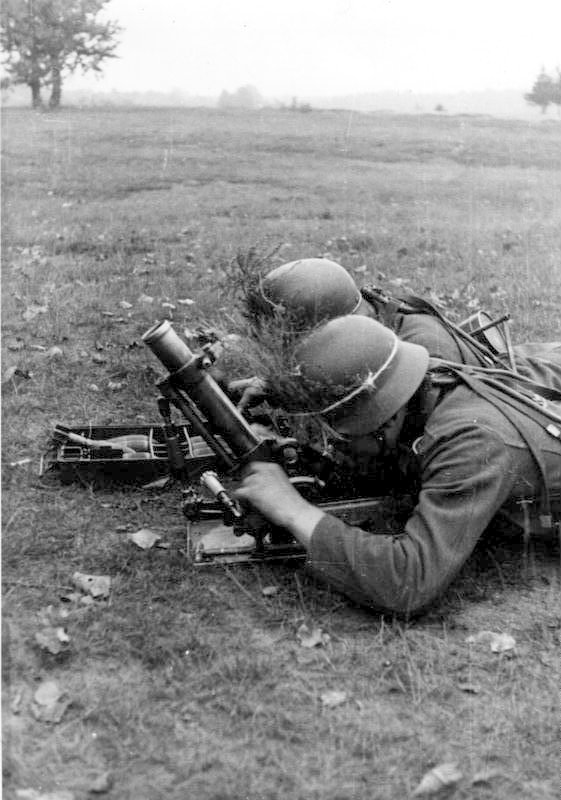
Soldats allemands utilisant un leGrW 36 avec sa caisse de munitions.